# Karin Mustroph
Karin Mustroph ist eine ehemalige deutsche Fußballspielerin.

## Karriere

### Verein
Mustroph gehörte dem VfR Eintracht Wolfsburg als Abwehrspielerin an, für den sie in der Staffel Ost der Landesliga Niedersachsen innerhalb des Niedersächsischen Fußballverbandes Punktspiele bestritt. Mit ihrem Verein gewann sie 1982 und 1984 die Niedersachsenmeisterschaft und 1983 den Niedersachsenpokal. Infolgedessen nahm sie mit ihrer Mannschaft auch zweimal an der Endrunde um die Deutsche Meisterschaft teil, wobei diese im Viertelfinale mit 1:4 beim KBC Duisburg und zwei Jahre später ebenfalls im Viertelfinale mit 1:6 beim FC Bayern München vorzeitig ausgeschieden ist.
Mit dem regionalen Pokalerfolg war ihre Mannschaft für den Wettbewerb um den Vereinspokal qualifiziert. Nachdem sie mit ihrer Mannschaft erfolgreich das Achtel-, Viertel- und Halbfinale gestalten konnte, gehörte sie der Mannschaft an, die am 31. Mai 1984 im Frankfurter Waldstadion vor 10.000 Zuschauern der SSG 09 Bergisch Gladbach gegenüberstand. Petra Bartelmann und Gaby Dlugi-Winterberg sorgten mit ihren Toren zum 1:0 in der 28. und zum 2:0 in der 78. Minute für den Sieg der Mannschaft aus Bergisch Gladbach.

### Auswahlmannschaft
Als Spielerin des VfR Eintracht Wolfsburg gehörte sie auch der Auswahlmannschaft des Niedersächsischen Fußballverbandes an, die das Finale um den erstmals in der Saison 1980/81 vom DFB eingeführten Wettbewerb um den Länderpokal gegen die Auswahlmannschaft des Fußball-Verbandes Mittelrhein am 10. Mai 1981 in Bergisch Gladbach mit 0:1 durch das Tor von Tina Theune-Meyer verlor.

## Erfolge
Auswahlmannschaft
- Finalist Länderpokal 1981

VfR Eintracht Wolfsburg
- DFB-Pokal-Finalist 1984
- Niedersachsenmeister 1982, 1984
- Niedersachsenpokal-Sieger 1983